# 괭이눈
괭이눈(Chrysosplenium grayanum)은 여러해살이풀로서 줄기는 옆으로 뻗고 마디마디에 잔뿌리가 많다. 잎은 엷은 녹색으로 타원형이고 마주나며, 가장자리는 톱니처럼 되어 있다. 4-5월경에 가지 끝에 엷은 황색의 작은 꽃들이 뭉쳐난다. 열매는 삭과로 둘로 깊게 나뉘어 마치 고양이 눈과 같다. 주로 산의 습지에서 자라며, 한국에서는 제주·경기·함경도 등지에 분포하고 있다.